# Comté de Clinton (Pennsylvanie)
Pour les articles homonymes, voir Comté de Clinton.
Le comté de Clinton est un comté américain de l'État de Pennsylvanie. Au recensement de 2020, le comté comptait 37 450 habitants. Il a été créé le 21 juin 1839, à partir des comtés de Centre et de Lycoming, et tire son nom de septième gouverneur de l'État de New York, DeWitt Clinton. Le siège du comté se situe à Lock Haven.

## Images

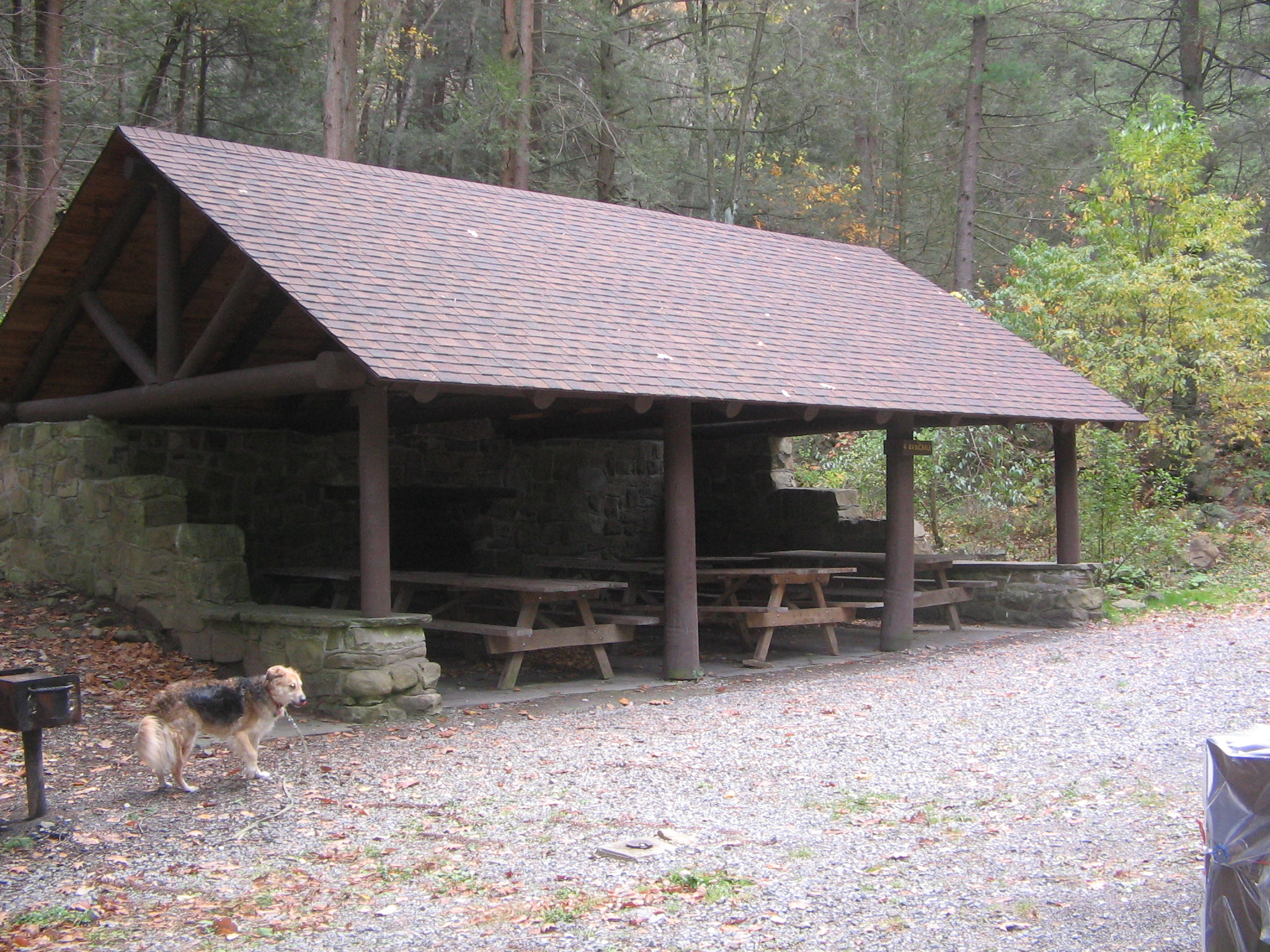
Abri du district historique de Ravensburg State Park.
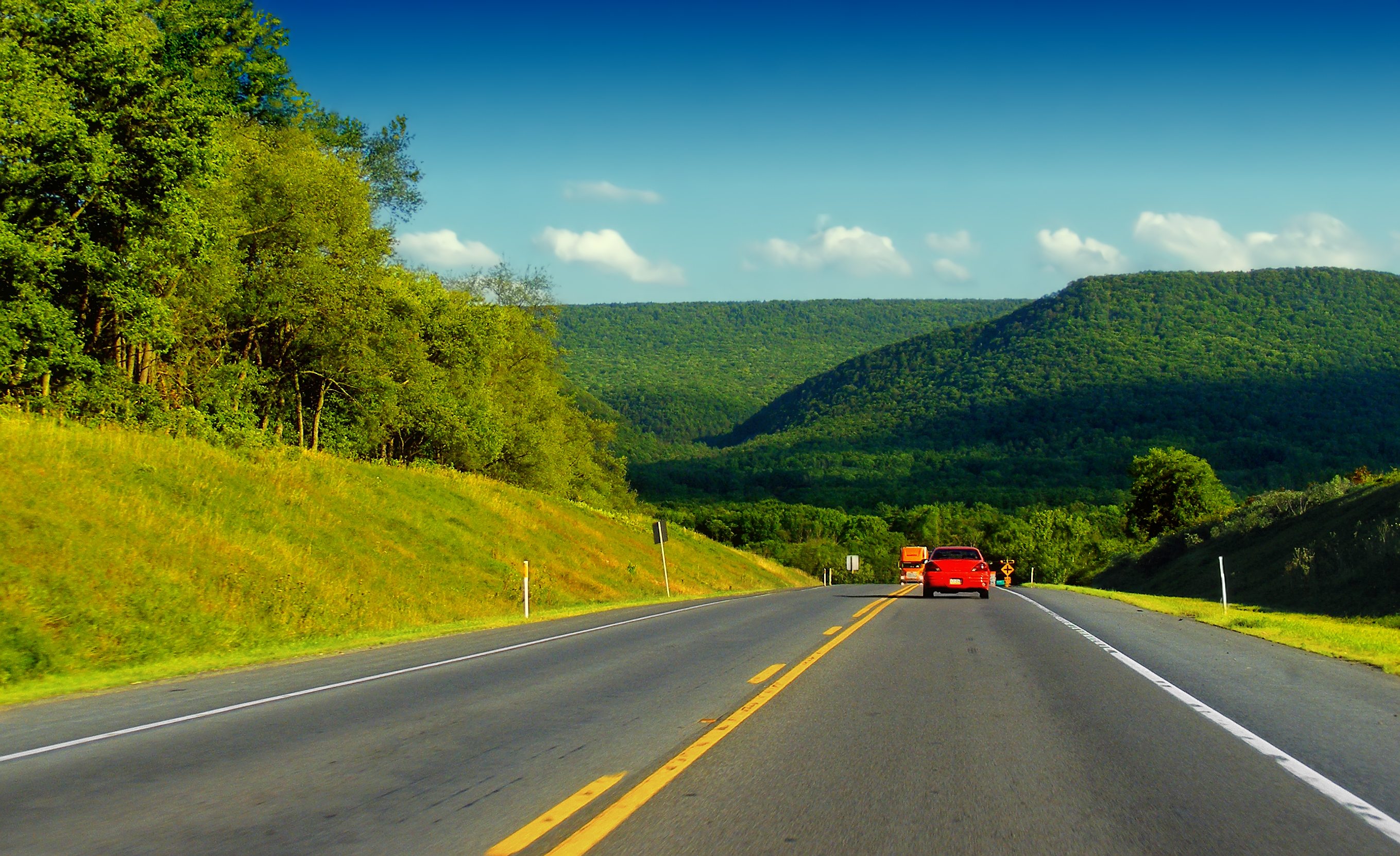
La route 220 traversant les Appalaches, à Lamar Township.
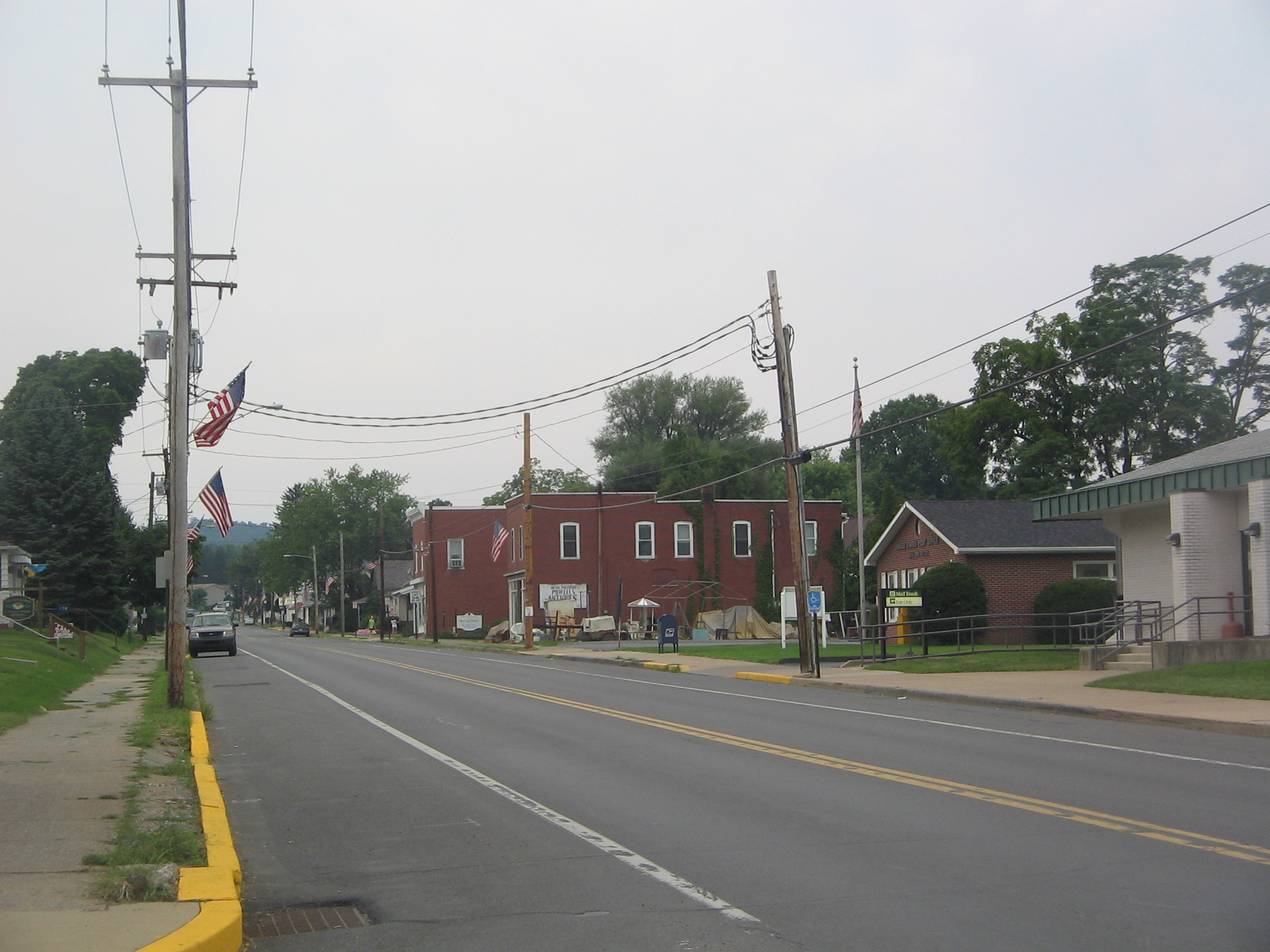
Avebnue Centrale d'Avis.
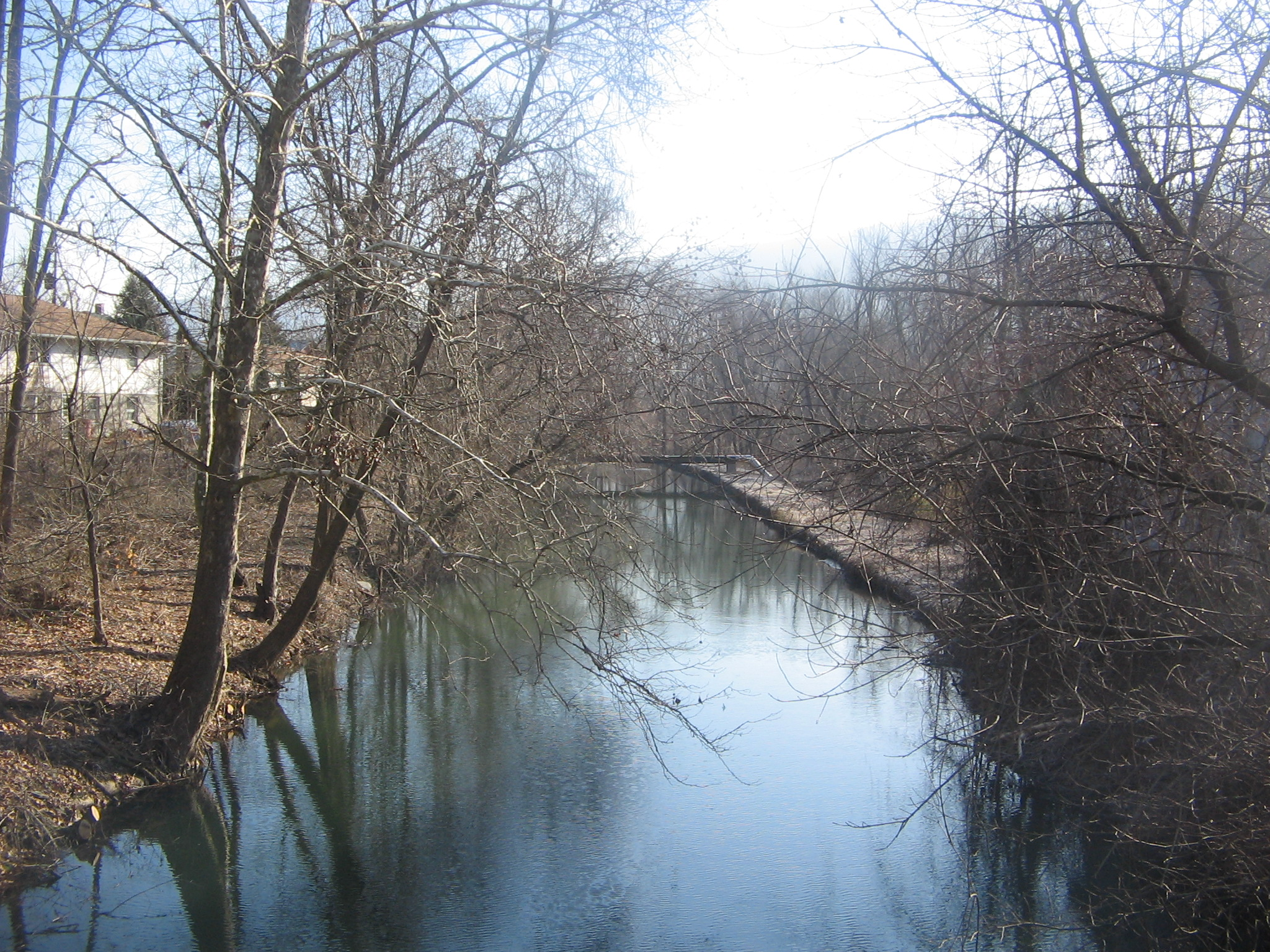
Le Bald Eagle Crosscut Canal à Flemington.